# سازكار خانم
سازکار خانم هي زوجة السلطان العثماني عبد الحميد الثاني. وُلدت في 8 مايو 1873 في آدابازاري، وتوفيت في 1945 في بيروت.

## الأبناء
- رفية سلطان